# 中国气候变化事务特使列表
中国气候变化事务特使，是由中华人民共和国政府任命的正部长级特使。具体履职事务由中华人民共和国生态环境部负责。生态环境部设气候变化事务办公室，由生态环境部分管副部长兼任办公室主任，为特使履职提供支撑保障。

## 历任特使列表

### 中国气候变化事务特别代表（2015年－2021年）
2015年，中国政府设置中国气候变化事务特别代表。
| 姓名   | 任命      | 免职   | 外交衔级 | 外交职务 | 备注 | 备注 |
| ------ | --------- | ------ | -------- | -------- | ---- | ---- |
| 解振华 | 2015年2月 | 2021年 | 大使     | 特别代表 |      |      |

### 中国气候变化事务特使（2021年至今）
2021年，中国政府设置中国气候变化事务特使。
| 姓名   | 任命      | 免职      | 外交衔级 | 外交职务 | 备注 | 备注 |
| ------ | --------- | --------- | -------- | -------- | ---- | ---- |
| 解振华 | 2021年2月 | 2024年1月 | 大使     | 特使     |      |      |
| 刘振民 | 2024年1月 | 现任      | 大使     | 特使     |      |      |